# Павел Яблочков
Павел Николаевич Яблочков (14 септември 1847 - 31 март 1894) е руски електроинженер и изобретател.
Роден е в село Жадовка (днес Яблочково), Сердобски уезд, Саратовска губерния (днес в Сердобски район, Пензенска област), получава образованието си в Санкт Петербург.
През 1871 г. е назначен за директор на телеграфните линии между Москва и Курск, но през 1875 г. се оттегля от този пост, за да се посвети на изследователска дейност върху електрическо осветление чрез дъгови лампи, която той вече бил започнал.
През 1876 г. отива в Париж, до края на същата година изобретява прочутите „свещи на Яблочков“. Неговата система за осветление става много популярна, но нейното място било постепенно изместено и повече не се използва.
Яблочков прави и други електрически изобретения, но умира в бедност в Русия на 31 март 1894 г.
Идеята за трансформатор е дадена и използвана за пръв път през 1876 г. от него във връзка с необходимостта от „делене на светлината“ при употребата на неговите „свещи на Яблочков“. Трансформаторът на Яблочков наподобява индукционна бобина.